# Stomias boa ferox
Stomias boa ferox és una subespècie de peix de la família dels estòmids i de l'ordre dels estomiformes. Els mascles poden assolir 30 cm de longitud total. És ovípar. Menja peixos i crustacis. És un peix marí i d'aigües profundes. Es troba a l'Atlàntic oriental (des d'Islàndia fins a les Illes Canàries) i l'Atlàntic occidental (des de Groenlàndia fins als Estats Units).